# 디에고 칼바
디에고 칼바 에르난데스(스페인어: Diego Calva Hernández, 1992년 3월 16일 ~ )는 멕시코의 배우이다.